# Předotice
Předotice ist eine Gemeinde in Tschechien. Sie gehört zum Okres Písek.

## Geographie
Předotice liegt 10 Kilometer von Písek entfernt. Bis Prag sind es 85 Kilometer.
Es liegen hier mehrere Seen. Es verlaufen hier außerdem die Dálnice 4 sowie die Silnice I/20.

## Geschichte
Die erste urkundliche Erwähnung von Předotice fand 1323 statt. 1936 wurde die Kapelle von St. Peter und St. Paul errichtet. Das heutige Dorf wurde 1962 mit dem Zusammenschluss kleinerer Gemeinden unter dem Namen Podolí II gegründet. Im Jahr 1990 wurde es in Předotice umbenannt, da Podolí II mittlerweile nicht mehr der Hauptort war.

## Ortsteile
- Předotice
- Kožlí u Čížové
- Křešice
- Malčice
- Podolí II
- Šamonice
- Soběšice
- Třebkov
- Vadkovice

## Bevölkerungsentwicklung
| Jahr      | 1869 | 1880 | 1890 | 1900 | 1910 | 1921 | 1930 | 1950 | 1961 | 1970 | 1980 | 1991 | 2001 | 2011 | 2021 |
| --------- | ---- | ---- | ---- | ---- | ---- | ---- | ---- | ---- | ---- | ---- | ---- | ---- | ---- | ---- | ---- |
| Einwohner | 1556 | 1539 | 1475 | 1394 | 1338 | 1332 | 1194 | 903  | 844  | 725  | 610  | 488  | 426  | 497  | 589  |

## Sehenswürdigkeiten
- Kapelle von St. Peter und St. Paul
- Nischenkapellen
- Glockentürme
- Josefkapelle
- Weltkriegsdenkmal

## Galerie

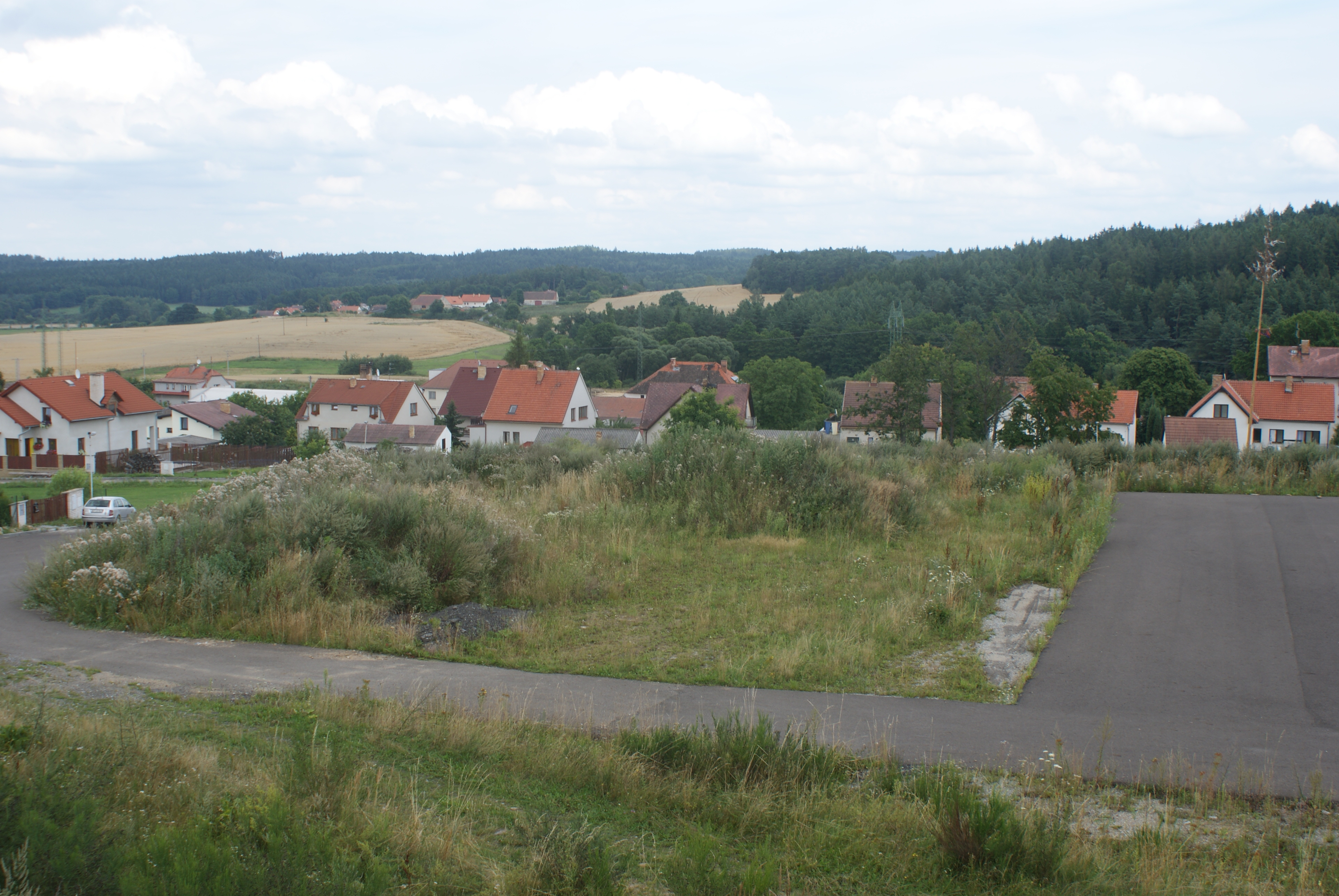
Blick auf das Dorf von einer Anhöhe
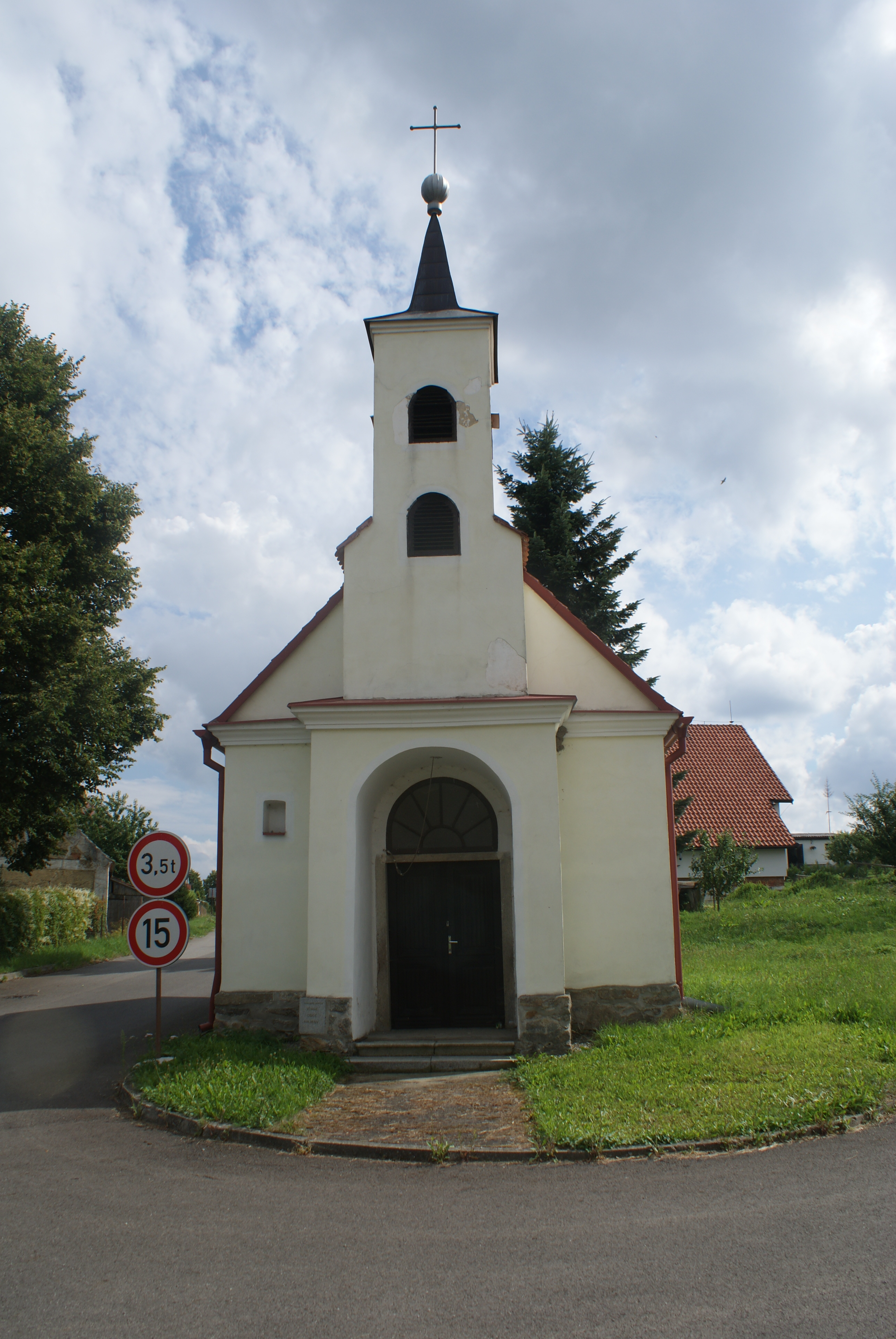
Eine der vielen Kapellen
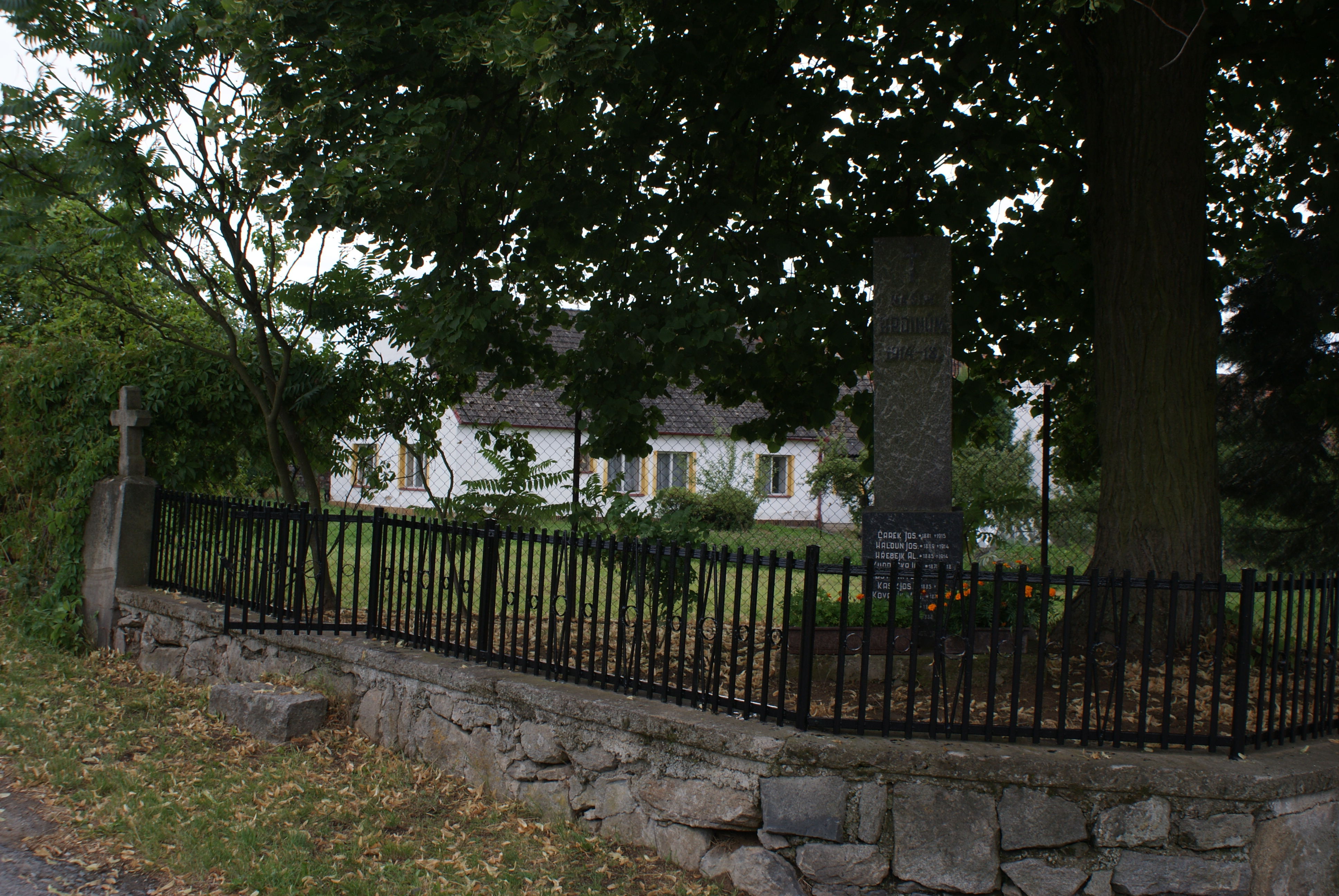
Weltkriegsdenkmal